# Harrish Ingraham
Pour les articles homonymes, voir Ingraham.
Harrish Ingraham (né en 1881 à Londres, Royaume-Uni) est un acteur et réalisateur britannique de l'époque du muet.

## Filmographie

### Comme acteur
- 1913 : A Scandinavian Scandal : Lars Larson
- 1913 : A Yellow Streak : le mari
- 1913 : The Smuggler : l'inspecteur des impôts
- 1913 : The Merrill Murder Mystery : Dan Merrill
- 1913 : The Mad Sculptor : Howard Graham
- 1913 : The Miner's Destiny de Fred E. Wright : le jeune Wilkins
- 1913 : The Count's Will : Tom Hayden
- 1914 : Jolts of Jealousy : Hense Tensen
- 1914 : Lena Rivers : Durward Belmont
- 1914 : Jane Eyre de Martin Faust
- 1914 : The Toll of Love de Martin Faust : John Gale
- 1914 : The Million Dollar Robbery de Herbert Blaché : le banquier
- 1914 : A Leech of Industry de Oscar Apfel : Alex Romanoff
- 1914 : Victims of Vanity : Wendell
- 1914 : Broken Lives : Paul Herzog
- 1914 : The Patched Adonis
- 1916 : For Her Good Name de Robert Broadwell
- 1916 : A Siren of the Jungle de Charles Swickard
- 1917 : Unto the End de Harrish Ingraham
- 1917 : The Single Code de Tom Ricketts : Docteur Allen
- 1917 : The Painted Lie de Harrish Ingraham : Karl Von Eric
- 1919 : A Sagebrush Hamlet de Joseph Franz : M. Blank
- 1919 : Child of M'sieu de Harrish Ingraham : Absinthe

### Comme réalisateur
- 1917 : Unto the End
- 1917 : The Blood of His Fathers
- 1917 : The Eye of Envy
- 1917 : The Painted Lie
- 1919 : Child of M'sieu